# Drew Mitchell
Drew Alan Mitchell (26. března 1984 Nový Jižní Wales) je bývalý australský ragbista, který hrál jako křídlo a zadák. V zápasech mistrovství světa dokázal položit dohromady 14 pětek a je Australanem, co na světových šampionátech položil nejvíce pětek v historii. Za Austrálii odehrál celkem 71 zápasů a připsal si 34 pětek. V roce 2015 s ní vyhrál Rugby Championship a stal se vícemistrem světa. 
S klubem Toulon vyhrál v roce 2014 francouzskou ligu. Ve stejném roce a i o rok později se stal vítězem Evropského poháru mistrů.

## Klubová kariéra[4]
- 2004–2006 Queensland Reds
- 2007–2009 Western Force
- 2010–2013 New South Wales Waratahs
- 2013–2017 Toulon